# Jean-Baptiste Tenant de Latour
Jean-Baptiste Tenant de la Tour (1779-1862) est un bibliographe français.

## Biographie
Juge de paix du canton de Saint-Yrieix-la-Perche (Haute-Vienne), il sert de 1814 à 1815 dans les gardes du corps de Louis XVIII dans la compagnie de Gramont. Il est employé, puis chef du personnel dans l’Administration des Postes, fonction qu’il résigne en 1833. 
Il se retire dans sa maison du Chalard. Conseiller général jusqu’en 1848. À partir de 1846, il est nommé bibliothécaire du roi Louis-Philippe Ier au palais de Compiègne.
Il est fait chevalier de la Légion d'honneur en 1825. Il a cinq enfants dont Louis-Antoine, qui fut le précepteur du duc de Montpensier et l’accompagna dans ses voyages, puis dans son exil.

## Œuvres
- Édition annotée des Poésies de François Malherbe, avec un commentaire inédit par André Chénier (1842).
- Édition annotée des Œuvres de Chapelle et de Bachaumont (1854).
- Édition annotée des Œuvres complètes de Racan, avec plusieurs pièces inédites et des textes importants rétablis (1857). Texte en ligne.
- Mémoires d'un bibliophile (1861). Texte en ligne.

## Sources
- Nouvelle biographie générale.
- Jean-Charles Marie Tenant de la Tour, Notice sur les Tenant de la Tour, 1886.
- Alfred-Auguste Cuvillier-Fleury,  Historiens, poètes et romanciers, chapitre V, p. 188-201.